# 2018年天水圍童黨欺凌案
2018年天水圍童黨欺凌案是指2018年7月香港天水圍發生的欺凌事件。

## 背景
渉事男生銀仔為案中主腦林姓女生所鍾情，惟銀仔並不喜歡林。銀仔找受害人鄭姓女生傾談心事，誤以為其搶走銀仔，因而對其產生怨恨。

## 案情
在2018年7月11日凌晨，姓蘇女童和姓林女童閒逛時，遇上曾在社交網站辱罵林和蘇的姓鄭女童。蘇隨即上前質問鄭，鄭回應稱因討厭她們。蘇隨即掌摑鄭，林為了避免途人發現，便把鄭帶到天恩邨一涼亭。在欺凌期間，把鄭帶入涼亭後，林對鄭掌摑、扯頭髮、搣乳、用衛生巾貼面、用木櫈毆打等，期間林更要求鄭舔其手指傷口。蘇用皮帶鞭打鄭，並用打火機燒鄭的下體，並毀壞鄭的手機。李姓男童在欺凌事件中較晚的時間趕到現場，當時鄭遭受林和蘇為首的童黨虐打，李上前掌摑鄭15巴掌，並致電給鄭的朋友要求加入打架。未幾鄭的朋友趕到，童黨馬上逃脫。鄭其後被送往屯門醫院治理，其友人報警揭發事件。其後蘇和林在天水圍被捕，並於7月15日在屯門法院提堂。李匿藏在朋友家中，直至2018年7月15日被警方拘捕。其他男童黨分別在2018年7月17日及18日被捕。

## 涉事者
- 蘇姓女生：案中首被告。被控有意圖使他人受傷和刑事毁壞罪。在2018年11月2日承認控罪。[5]在2018年11月23日被判處兩年感化令，並須入住感化院一年。[6]

- 林姓女生：案中次被告。被控有意圖使他人受傷和刑事毁壞罪。在2018年11月2日承認控罪。[5]在2018年11月23日，林被判處入更生中心。[7]

- 李姓女生：案中第3被告，花名「包包」，被控有意圖傷人罪。於2019年2月26日裁定有意圖而傷人罪罪名成立。[8]在2019年3月19日被判處入更生中心。[9]

- 第4被告：被控有協助及教唆他人有意圖傷人罪。於2019年2月26日獲控方撤銷控罪。[10]

- 第5被告：被控有協助及教唆他人有意圖傷人罪。於2019年2月26日裁定有協助及教唆他人有意圖傷人罪罪名成立，在2019年3月19日被判24個月感化令。[9]

- 第6被告：被控有意圖傷人罪。於2019年2月26日裁定有意圖而傷人罪罪名成立，在2019年3月19日被判24個月感化令。[9]

- 第7被告：被控有意圖傷人及刑事毀壞罪，在2019年2月14日承認控罪，在2019年3月7日被判處兩年感化令，並須入住感化院一年。[11]

- 第8被告：被控有意圖傷人及刑事毀壞罪，在2019年2月14日承認控罪，在2019年3月28日被判處兩年感化令，並須入住感化院一年。並賠償事主1660元。[12]

## 司法程序
案件於2018年7月15日在屯門法院提堂。蘇姓女童和林姓女童其後被控有意圖使他人受傷和刑事毁壞罪。蘇和林在2018年11月2日承認控罪，稱自己一時衝動才犯案，被裁判官斥責其殘忍。在2018年11月23日，蘇被判處兩年感化令，並須入住感化院一年、林被判處入更生中心。
案中第3、4、5、6、7、8被告不認罪，案件轉往西九龍法院少年庭提訊，案件安排於翌年2月19日開審。2019年2月14日，第7、8被告承認有意圖傷人及刑事毀壞罪，案押後至三月七日判刑，期間兩人需還押。
案件2019年2月開審。李姓女童在審訊期間表明有協助受害者逃走，並表示掌摑鄭是為了防止被首次被告兩人懷疑其協助受害者， 惟受害者否認有協助其。李表示曾有警員誘其認罪，表示只會警司警誡，而她在警員會面時說出的不是真話，最終法庭剔除第二份錄音會面。法庭終裁定李、第5、6被告犯罪表證成立。2019年2月26日，第3被告和第6被告裁定有意圖而傷人罪罪名成立，第5被告協助及教唆他人有意圖傷人罪罪名成立，還柙監房看管，待3月19日判刑。第4被告獲控方撤銷控罪。
2019年3月7日，第7被告被判處兩年感化令，並須入住感化院一年，第8被告判刑押後至3月28日。同年3月19日，李判處入更生中心，第5、6被告被判24個月感化令。而同月28日，第八被告判接受感化，並賠償事主1660元。